# Kararhynchus

Kararhynchus (лат.) — род вымерших жуков из семейства Obrieniidae, ископаемые остатки которых встречаются на территории Казахстана и относятся к юрскому периоду (165—155 млн лет назад). Впервые описан в 1993 году. Включает три вида. Типовой вид — Kararhynchus occiduus. Ещё два новых вида, K. gratshevi и K. jurassicus, были описаны из отложений середины верхнеюрского периода Казахстана А. А. Легаловым в 2012 году.